# Рудницька бучина
«Рудницька бучина» — ботанічна пам'ятка природи місцевого значення в Україні. Пам'ятка природи розташована на території Тернопільського району Тернопільської області, с. Шумляни, Литвинівське лісництво, кв. 106 в. 2, лісове урочище «Рудники».
Площа — 22,00 га, статус отриманий у 1990 році.
У 2010 р. увійшла до складу заказника місцевого значення «Рудники».